# لييج باسكت
لييج باسكت (بالفرنسية: Liège Basket) هو نادي كرة سلة بلجيكي تأسس في 1967 ، يقع مقره الرئيسي في لييج، ويلعب في الدوري البلجيكي لكرة السلة الدرجة الأولى.

## وصلات خارجية
- الموقع الرسمي